# Métacycline
La métacycline ou méthacycline est une molécule antibiotique, de la classe des tétracyclines.

## Mode d'action
La métacycline inhibe la synthèse protéique bactérienne par fixation au ribosome bactérien.

## Contre-indication
- Rétinoïdes

## Effets indésirables
- Photosensibilisation
- Coloration des dents avant 8 ans

## Spécialité contenant de la métacycline
- Physiomycine